# Stimmhafter palataler Plosiv
Der stimmhafte palatale Plosiv (ein stimmhafter, am harten Gaumen gebildeter Verschlusslaut) ist ein Konsonant, der am harten Gaumen (lat. palatum durum) gebildet wird und durch das Stauen und abrupte Loslassen der Luft sowie durch ein Schwingen der Stimmbänder gekennzeichnet ist. Der Laut ist kein Phonem der deutschen Sprache. Verglichen mit den Phonemen des Deutschen gleicht der Laut einer engen Verschmelzung von /d/ und /j/.
Er hat in verschiedenen Sprachen folgende lautliche und orthographische Realisierungen:
- Albanisch [⁠ɟ⁠]: Gj, gj
  - Beispiele: gjysmë [ˈɟyˌsmə] („Hälfte“), gjykoj [ɟykɔj] („ich richte, ich beurteile“), Gjirokastra [ɟiɾoˈkastɾa] (Stadt in Südalbanien)
- Polnisch [⁠ɟ⁠]: Gi, gi (vor weiterem Vokal; [ɟi] wird gi geschrieben)
  - Beispiele: giełda [ˈɟɛwda] ‘Börse’, zginąć [ˈzɟinɔɲt͡ɕ] ‘umkommen’, Długie [ˈdwuɟɛ] (Ortschaft; Neutrum zu ‘lang’)
- Im Spanischen gibt es Varietäten, in denen anlautendes y oder ll als [⁠ɟ⁠] ausgesprochen werden.
  - Beispiel: yeso [ˈɟeso]
- Tschechisch [⁠ɟ⁠]: Ď, ď sowie di, dí und dě als [ɟɪ], [ɟi:] und [ɟɛ].
  - Beispiele: Ďáblice ['ɟa:blɪtsɛ] (ein Stadtteil von Prag), ďábel ['ɟa:bɛl] „der Teufel“, jdi [ɟɪ] „geh“, dítě ['ɟi:cɛ] „(das) Kind“, děti ['ɟɛcɪ] „(die) Kinder“
- Ungarisch [⁠ɟ⁠]: Gy, gy
  - Beispiele: gyerek [ˈɟɛrɛk] „Kind“, megyek [ˈmɛɟɛk] „ich gehe“, nagy [ˈnɒɟ] „groß“
- Lettisch [⁠ɟ⁠]: Ģ, ģ
  - Beispiele: ģimene [ɟimɛnɛ] „Familie“